# Prosopocera pulcherrima
Prosopocera pulcherrima är en skalbaggsart som beskrevs av Stefan von Breuning 1936. Prosopocera pulcherrima ingår i släktet Prosopocera och familjen långhorningar. Inga underarter finns listade i Catalogue of Life.